# Емельянов, Владимир Владимирович (архитектор)
Владимир Владимирович Емельянов (1906—1969) — советский архитектор, Заслуженный архитектор РСФСР.

## Биография
Родился 10 июня (23 июня по новому стилю) 1906 года в Омске в семье фотографа.
В 1927 году окончил Омский художественно-промышленный техникум им. Врубеля, а в 1940 году — курсы повышения квалификации архитекторов в городе Ленинграде.
В 1927—1929 годах работал в городе Кургане, затем в последующие почти сорок лет (1929—1966 годы) — в Свердловске. Трудился в различных архитектурно-проектных организациях, включая институт «Свердловскгражданпроект» (1949—1966), где был, в частности, руководителем Архитектурно-проектной мастерской − 1. В 1951—1966 годах В. В. Емельянов работал главным архитектором института.
С 1935 года — в Союзе архитекторов СССР. Также был членом, затем председателем (1936—1945) правления Свердловского отделения Союза советских архитекторов. Являлся делегатом I—IV съездов советских архитекторов и V конгресса Международного Союза архитекторов (1958 год, Москва).
Занимался педагогической деятельностью — преподавал архитектурное проектирование в архитектурном техникуме (1930—1934), строительном институте (1933), архитектурно-строительном техникуме (1944—1945).
Был награждён орденом «Знак Почета» и медалями, среди которых «За победу над Германией в Великой Отечественной войне 1941—1945 гг.» и «За доблестный труд в Великой Отечественной войне 1941—1945 гг.», а также бронзовая медаль ВДНХ СССР (1966). В 1968 году В. В. Емельянову было присвоено почетное звание «Заслуженный архитектор РСФСР».
С 1966 года находился на пенсии.
Умер 1 июня 1969 года в Свердловске. Похоронен на городском Широкореченском кладбище. Позже рядом с ним была похоронена его жена Емельянова Тамара Ивановна (1912—1987).
В 2006 году в Екатеринбурге состоялась юбилейная выставка, посвященная архитекторам Свердловска — В. В. Емельянову, С. В. Дианову и О. Л. Вольхину.

## Труды
Владимиром Емельяновым были выполнены более 100 проектов и работ широкого назначения — школы, прачечные, административные здания, жилые дома, дома отдыха и санатории, гостиницы, клубы, дворцы культуры. В числе его построек — санаторий «Кисегач» на 500 мест (1930); проект перепланировки парка Дворца пионеров в Свердловске (1935—1937); Дом Красной Армии в Свердловске (1940—1941); Дом Красной Армии в Перми (1944); кино-концертный зал на 900 мест в Каменске-Уральском (1947); Дворец культуры химиков в городе Дзержинск (1959) Дом культуры Нижнетагильского металлургического комбината с залом на 1000 мест (1952). Проект Емельянова — гостиница спецназначения в посёлке Малый Исток (ныне в черте города Екатеринбурга) — был повторен в Куйбышеве, Астрахани, Краснодаре, Челябинске, Оренбурге и других городах СССР.